# Billie Barker
Billie Barker (* 11. Oktober 1998 in Oslo) ist eine norwegische Schauspielerin.

## Leben
Barker wurde am 11. Oktober 1998 in Oslo geboren. Ab 2020 hatte sie Rollenbesetzungen in den drei Kurzfilmen Apocalypse Norway, Om Litt (Before Long) und Alle andre. 2021 hatte sie eine Episodenrolle in der Fernsehserie Nach inne. Einem breiten Publikum wurde sie durch ihre Rolle der Signy in insgesamt 12 Episoden im Netflix Original Ragnarök, die sie von 2021 bis 2023 darstellte, bekannt. 2022 war sie in einer Episode der Fernsehserie Venner fra før zu sehen.

## Filmografie (Auswahl)
- 2020: Apocalypse Norway (Kurzfilm)
- 2020: Om Litt (Before Long) (Kurzfilm)
- 2020: Alle andre (Kurzfilm)
- 2021: Nach (Fernsehserie, Episode 1x04)
- 2021–2023: Ragnarök (Fernsehserie, 12 Episoden)
- 2022: Venner fra før (Fernsehserie, Episode 1x15)